# Terry Labonte
Terrance Lee „Terry“ Labonte (* 16. November 1956 in Corpus Christi, Texas) ist ein ehemaliger US-amerikanischer NASCAR-Rennfahrer und zweifacher Winston Cup (heute Monster Energy NASCAR Cup Series) Champion. Er ist ein Mitglied der NASCAR Hall of Fame. Terry ist der ältere Bruder von Bobby Labonte und der Vater von Justin Labonte.

## Anfänge
Terry Labonte begann mit dem Rennfahren im Alter von sieben Jahren mit den sogenannten Quarter-Midgets und gewann mit neun Jahren eine nationale Meisterschaft. Als Teenager wechselte er zu den Short-Track-Rennen mit Tourenwagen. Sowohl auf unasphaltierten Strecken, den sogenannten Dirt-Tracks, als auch auf Asphaltstrecken gewann er die Streckenmeisterschaft in seiner Heimatstadt Houston, Texas, sowie in San Antonio, Texas zwischen 1975 und 1977. In dieser Zeit traf er zudem den Geschäftsmann Billy Hagan aus Louisiana.

## 1978 bis 1985
Labontes erster Start in einem NASCAR-Winston-Cup-Rennen war im Jahre 1978 auf dem Darlington Raceway. Er qualifizierte sich als 19. im Chevrolet mit der Startnummer 92 und beendete das Rennwochenende als Vierter. Labonte fuhr vier weitere Rennen in der Saison und erzielte zwei zusätzliche Top-10-Ergebnisse. In der Saison 1979 kämpfte er zusammen mit Dale Earnhardt, Harry Gant und Joe Millikan um den Titel als Rookie des Jahres. Als Wagen diente ihm ein Chevrolet mit der Startnummer 44 für Billy Hagan. Labonte konnte zwar den Titel nicht gewinnen, war jedoch einer von drei Rookies, die die Meisterschaft innerhalb der Top 10 beendeten. Insgesamt erzielte er in der Saison 1979 13 Top-10-Ergebnisse. Seinen ersten Sieg erzielte er am Labor Day in der darauf folgenden Saison in Darlington beim Southern 500. Er lag zwei Runden vor Schluss an vierter Stelle, als die drei erstplatzierten David Pearson, Dale Earnhardt und Benny Parsons kollidierten, wodurch eine Gelbphase ausgelöst wurde. Während Parsons sich drehte und Earnhardt in die Mauer einschlug, konnte Pearson sofort weiterfahren, allerdings hatte auch sein Auto Schaden genommen, sodass Labonte aufholen und den Routinier auf der Start-Ziel-Geraden, gerade zum Schwenken der gelben und weißen Fahne, überholen konnte. Damals wurde nach den Regeln die letzte Runde unter Gelb abgeschlossen, womit Labonte der Sieger war. Mit einer Siegprämie von 222.501 US-Dollar beendete er die Saison als Sechster.
Labonte konnte in den beiden darauffolgenden Saisons keinen Sieg erzielen, lag am Saisonende aber trotzdem beide Male innerhalb der Top 5. Seinen zweiten Sieg erreichte in der Saison 1983 mit einem Chevrolet in Rockingham. In der darauffolgenden Saison sicherte sich Labonte mit Siegen auf dem Riverside International Raceway und dem Bristol Motor Speedway seine erste Meisterschaft im Winston Cup. In der Saison 1985 lief es nicht so gut für ihn und er wurde nur Siebter in der Meisterschaft. Ebenfalls in der Saison 1985 gab Labonte sein Debüt in der Nationwide Series (damals hieß sie noch Busch Grand National Series) auf dem Charlotte Motor Speedway im Pontiac mit der Startnummer 17 von Darrell Waltrip. Er gewann dieses mit einer Distanz von 400 Meilen längste Rennen in der Geschichte der Nationwide Series. Labonte wurde von Waltrip gefragt, da dieser sich auf den Winston Cup konzentrieren wollte. (Mit Erfolg, Waltrip gewann den Winston Cup in diesem Jahr mit 307 Punkten Vorsprung vor Bill Elliott.)

## 1986 bis 1993
In der Saison 1986 fiel Labonte auf Platz zwölf in der Meisterschaft zurück. Vor dem Ende der Saison kündigte er an, Hagans Team zu verlassen und ab der darauffolgenden Saison den Chevrolet mit der Startnummer 11 für Junior Johnson & Associates zu fahren. Gleich im ersten Jahr im neuen Team erzielte er vier Pole-Positionen und gewann das Holly Farms 400, wodurch Labonte Dritter in der Meisterschaft wurde. Dem folgte ein vierter Platz in der Saison 1988. In der Saison 1989 wechselte das Team zum Ford Thunderbird. Trotz zwei Siegen fiel Labonte auf Platz zehn in der Meisterschaft zurück.
Daraufhin unterschrieb Labonte bei Precision Products Racing und fuhr einen Oldsmobile mit der Startnummer 1. Er erzielte vier Top-5-Ergebnisse, dennoch reichte es am Ende der Saison nur für Platz 15. Labonte wechselte zurück zu Hagan und ging in der Saison 1991 im Oldsmobile mit der Startnummer 94. Er erzielte zwar keinen Sieg, doch seine erste Pole-Position seit der letzten in Watkins Glen in der Saison 1988. In die Saison 1992 startete Labonte mit Ergebnissen unter den ersten Acht in den ersten acht Rennen. Mit vier Top-5-Ergebnissen beendete er die Saison als Achter. In der Saison 1993 wechselte das Team zum Chevrolet mit der Startnummer 14. Zum ersten Mal in seiner Karriere erzielte Labonte kein Top-5-Ergebnis und wurde nur 18. in der Meisterschaft.

## 1994 bis 2002
Nach dem schlechten Ergebnis im Vorjahr wechselte Labonte in der Saison 1994 zu Hendrick Motorsports und saß am Steuer des Chevrolet mit der Startnummer 5. In den ersten beiden Jahren erzielte er drei Siege. In der Saison 1996 brach er den Rekord von Richard Petty in aufeinanderfolgenden Siegen in North Wilkesboro. Trotz nur zwei Siegen in diesem Jahr gewann Labonte zwölf Jahre nach seinem ersten Titel seine zweite Meisterschaft. Die letzten beiden Rennen fuhr er mit einer gebrochenen Hand und zusammen mit seinem jüngeren Bruder Bobby absolvierte Terry eine doppelte Ehrenrunde im letzten Rennen der Saison auf dem Atlanta Motor Speedway: Bobby gewann das Rennen, Terry die Meisterschaft. Dies war bis heute das einzige Mal in der Geschichte von NASCAR, dass ein Fahrer und ein Verwandter sowohl das Rennen als auch die Meisterschaft zur gleichen Zeit gewannen.
In der Saison 1997 erzielte Labonte 20 Top-10-Ergebnisse und holte seinen einzigen Sieg der Saison im Herbstrennen auf dem Talladega Superspeedway. Im darauffolgenden Jahr gewann er das Pontiac Excitement 400 und wurde Neunter in der Meisterschaft. Mit einem Sieg auf dem Texas Motor Speedway und dem Gewinn des Winston im Jahre 1999 beendete Labonte die Saison als Zwölfter und war damit zum ersten Mal seit 1993 außerhalb der Top 10. Im Jahr 2000 brach Labontes Serie von aufeinanderfolgenden Starts nach 655 Rennen, als er nach Verletzungen am Innenohr beim Pepsi 400 das Allstate 400 at the Brickyard und das Global Crossing @ The Glen auslassen musste. Mit einem Top-5- und drei Top-10-Ergebnissen reichte es in der Meisterschaft im Jahre 2001 für den 23. Platz. Nur ein Jahr später rutschte Labonte auf Platz 24 zurück.

## Letzten Jahre
In der Saison 2003 gewann Labonte seine erste Pole-Position seit Richmond im Jahre 2000. Nach 23 Jahren gewann er zum zweiten Mal das Southern 500 in Darlington, was seinen letzten Cup Series-Sieg darstellen sollte, ironischerweise gewann in diesem Jahr auch sein Bruder die letzten Rennen seiner Karriere. Damit sicherte sich Labonte Platz zehn in der Meisterschaft. Gegen Ende der Saison 2004 kündigte er an, dass 2005 seine letzte volle Saison wäre und er für die darauffolgenden beiden Jahre nur noch an ausgewählten Rennen an den Start gehen würde. Er lieh sich seine alte Startnummer 44 von Petty Enterprises und ging im Entwicklungswagen von Hendrick Motorsports an den Start. Das beste Ergebnis in diesem Wagen war ein zwölfter Platz auf dem Pocono Raceway. Gleichzeitig fuhr er auch einige Rennen im Chevrolet mit der Startnummer 11 für Joe Gibbs Racing. Das beste Ergebnis in diesem Wagen war ein neunter Platz in Richmond.
Die Saison 2006 begann Labonte mit dem Chevrolet Monte Carlo und der Startnummer 96 für Hall of Fame Racing, einem neuen Team der ehemaligen Quarterbacks Roger Staubach und Troy Aikman der Dallas Cowboys. Als ehemaliger Champion sicherte dies dem Team einen Startplatz in den ersten fünf Rennen. Mit den von Labonte erzielten Ergebnisse lag das Team auf Platz 30 in der Meisterschaft, wodurch ihnen in Startplatz sicher war, solange sie in den Top 35 blieben. Tony Raines übernahm darauf den Wagen und fuhr den Rest der Saison mit Ausnahme der beiden Straßenrennen auf dem Infineon Raceway und Watkins Glen International. Labontes bestes Ergebnis erzielte er auf dem Infineon Raceway, wo er Dritter wurde. Sein letztes Rennen vor dem angekündigten Ruhestand war am 5. November 2006 beim Dickies 500 auf dem Texas Motor Speedway, das er auf dem 36. Platz in mit einer speziellen Tribut-Lackierung verzierten Wagen beendete. Vor dem Start des Rennens schenkte Wagenbesitzer und Labontes langjähriger Freund Rick Hendrick ihm den Wagen und sagte: „I pity the guy that wrecks you today, because this is yours.“ („Ich bedauere den Typen, der dich heute demolieren wird, denn er gehört dir.“)

## Rückkehr und Rücktritt

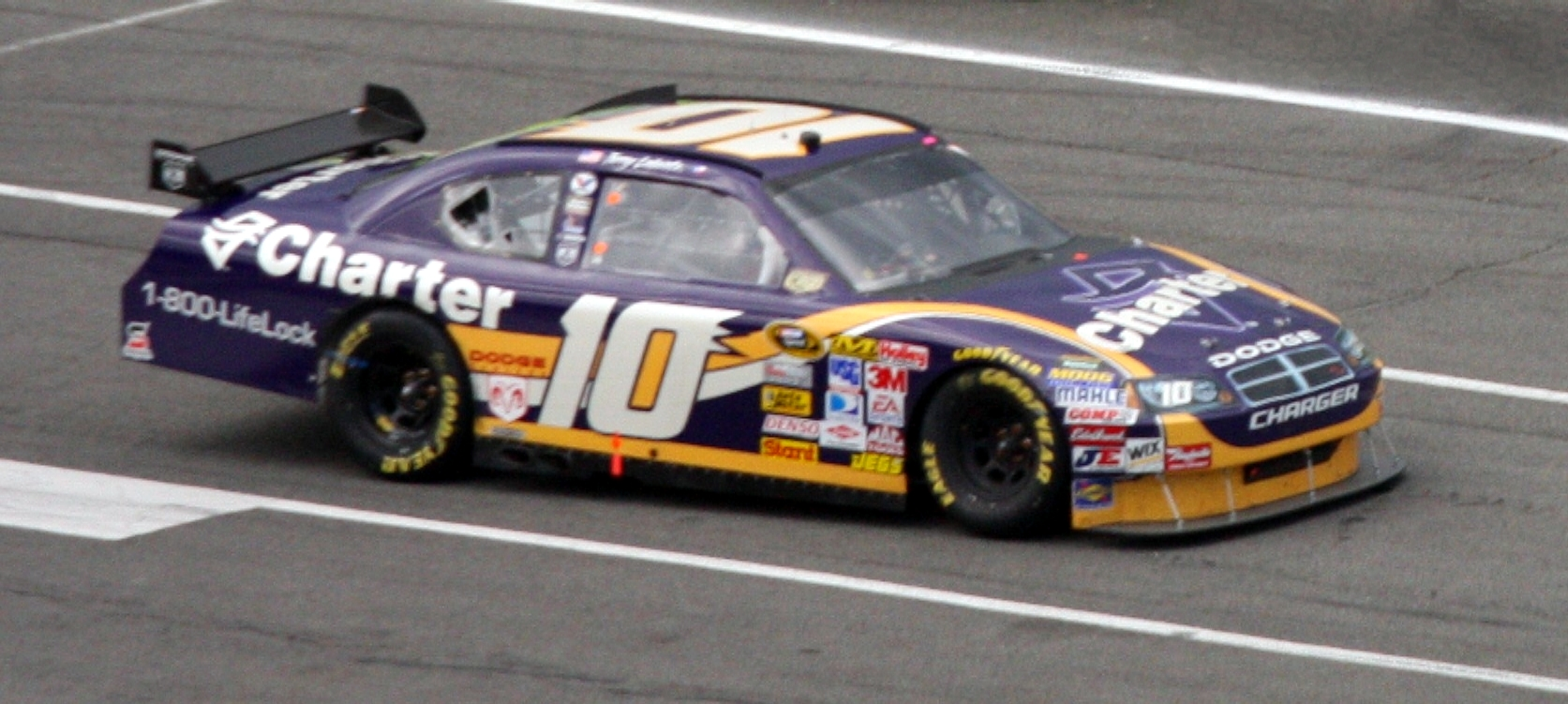
Terry Labonte in Pocono, 2008

Am 12. Juni 2007 kündigte Michael Waltrip Racing an, dass Labonte beide Straßenrennen der Saison 2007 im Toyota Camry mit der Startnummer 55 fahren würde. Aufgrund des NASCAR-Reglements wäre Labonte als ehemaliger Champion direkt für das Rennen qualifiziert. Aufgrund von Reifenproblemen beendete er das Rennen auf dem Infineon Raceway am 24. Juni auf Platz 35.
Am 19. Juli wurde zudem bekannt, dass Labonte auch beim Allstate 400 at the Brickyard auf dem Indianapolis Motor Speedway an den Start gehen würde. In der Qualifikation platzierte er den Toyota Camry mit der Startnummer 55 auf Position 39.
Am 17. Oktober 2014 gab Labonte bekannt, dass er nach dem GEICO 500 am 19. Oktober seine Karriere beenden werde. Go Fas Racing brachte dabei eine spezielle Lackierung an den Start. Das Auto war in drei verschiedene Designs aufgespaltet. Auf der Beifahrerseite war es das Piedmont Airlines Design aus dem Jahre 1984, mit welchem er seinen ersten Titel gewann. Die Fahrerseite war mit der 1996er Kellogg’s Lackierung versehen, mit welcher er seinen zweiten Titel gewann. Als drittes wurde mittig das Duck Industries Design aus seiner frühen Rennfahrerzeit verwendet. NASCAR erlaubte die Lackierung jedoch nicht, da laut dem Reglement die beiden Seiten des Autos gleich lackiert sein mussten. Daher wechselte Go Fas Racing zurück auf das normale Design, behielt aber die Center-Partie. Labonte qualifizierte sich auf dem 9. Rang, musste jedoch wegen des Verstosses durch die Lackierung vom letzten Platz starten. Das Rennen beendete er auf dem 33. Rang.

## Andere Serien
Zusätzlich zu seinen 22 Siegen im Sprint Cup hat Labonte elf Rennen in der Nationwide Series und eines in der Craftsman Truck Series gewonnen. Er gewann zudem das 24-Stunden-Rennen von Daytona sowie das 12-Stunden-Rennen von Sebring. Auch konnte Labonte drei All-Star-Rennen gewinnen: den Busch Clash (jetzt Budweiser Shootout) im Jahre 1985 und das Winston in den Jahren 1988 und 1999. Einen weiteren Titel errang Labonte im Jahr 1989 und 1992 mit der Meisterschaft im International Race of Champions.

## Ehrungen
Im Jahre 1998 ernannte NASCAR Labonte als einen von NASCAR’s 50 Greatest Drivers. Zudem wurde ein Park in seiner Heimatstadt Corpus Christi im Jahre 2001 im zu Ehren umbenannt, wo auch die Aufnahme in die Texas Sports Hall of Fame im Jahre 2002 bekanntgegeben wurde.
2016 wurde Labonte in die NASCAR Hall of Fame aufgenommen. Am 26. Januar 2017 wurde er auch ein Mitglied der Motorsports Hall of Fame of America.

## Statistik

### Sebring-Ergebnisse
| Jahr | Team                         | Fahrzeug               | Teamkollege  | Teamkollege   | Platzierung            | Ausfallgrund |
| ---- | ---------------------------- | ---------------------- | ------------ | ------------- | ---------------------- | ------------ |
| 1981 | Stratagraph Inc.             | Chevrolet Camaro       | Billy Hagan  |               | Ausfall                | Defekt       |
| 1984 | Stratagraph Inc.             | Chevrolet Camaro       | Billy Hagan  | Gene Felton   | Rang 8 und Klassensieg |              |
| 1985 | Lee Racing                   | Chevrolet Corvette GTP | Billy Hagan  | Carson Baird  | Ausfall                | Motorschaden |
| 1986 | Texas Enterprises US Tobacco | Oldsmobile Calais      | Phil Parsons | Benny Parsons | Ausfall                | Unfall       |